# Tratado de Medellín
El Tratado Relativo a la Transmisión Electrónica de Solicitudes de Cooperación Jurídica Internacional entre Autoridades Centrales, más conocido como el Tratado de Medellín, es el acuerdo por el cual se agiliza la cooperación jurídica internacional mediante la integración de las tecnologías de la información y de la comunicación en sus  actividades cotidianas.
El acuerdo nació  en el seno de la COMJIB y fue firmado por Argentina, Brasil, Colombia, Chile, Cuba, España, Paraguay, Portugal y Uruguay en la XIX Asamblea Plenaria de Medellín celebrada  en julio de 2019 y posteriormente por Andorra, Bolivia y Ecuador. Con las tres ratificaciones necesarias para su entrada en vigor, realizadas por Andorra (30 de abril de 2020), Cuba (27 de abril de 2021) y España (2 de junio de 2021), su entrada  en vigor se produjo el 9 de mayo de 2022.
Uruguay realizó el depósito del instrumento de ratificación el 23 de noviembre de 2022 y Paraguay lo hizo el 2 de febrero de 2023, por lo que el Tratado ya se encuentra en vigor para ambos países. El Tratado fue también ratificado por el Poder Legislativo de Colombia. 
El Tratado de Medellín  está abierto a adhesión  por parte de cualquier país del mundo. 
El Tratado de Medellín  agiliza los  trámites referentes a  las solicitudes de cooperación jurídica internacional mediante la utilización de la plataforma segura de transmisión telemática Iber@ que pertenece a la  Red Iberoamericana de Cooperación Jurídica Internacional, IberRed, creada en 2004.  La plataforma Iber@  permite la transmisión electrónica de documentos con rapidez y con plena validez a efectos administrativos.
Esta mayor rapidez afecta a procedimientos que exigen una especial urgencia en su instrucción y enjuiciamiento, como los de terrorismo, delincuencia organizada trasnacional, tráfico y trata de seres humanos, tráfico de drogas y armas, blanqueo de capitales, corrupción o ciberdelincuencia, entre otros. 